# Ken Shadie
Kenneth „Ken“ George Shadie OAM (* 8. Dezember 1935 in Bondi, New South Wales; † 29. Juni 2020) war ein australischer Drehbuchautor.

## Leben
Bis in die frühen 1970er Jahre hinein war Shadie für das Radio tätig. Ab 1973 war er als freier Autor für Film und Fernsehen aktiv.
Für die Arbeit an Crocodile Dundee – Ein Krokodil zum Küssen wurde er 1987 gemeinsam mit Paul Hogan und John Cornell für den Oscar in der Kategorie Bestes Originaldrehbuch nominiert. Die drei waren auch für den Saturn Award und den British Academy Film Award nominiert.  
Shadie war ab 1957 verheiratet und Vater zweier Söhne. 
Für sein Verdienste um die Film- und Fernsehindustrie als Autor und für die Veteranen wurde er 2015 mit der Medaille des Order of Australia ausgezeichnet.